# Бектасов, Ашимбек Жунусбекович
Ашимбек Жунусбекович Бектасов (15 декабря 1910 год, аул № 4, Акботинская волость, Каркаралинский уезд, Семипалатинская губерния — 2 апреля 1981 года, Алма-Ата) — советский государственный деятель. Нарком земледелия, нарком водного хозяйства, нарком зерновых и животноводческих совхозов Казахской ССР.

## Биография
Родился в ауле № 4 Акботинской волости Каркаралинского уезда Семипалатинской губернии в семье скотовода, казах. Член Коммунистической партии с 1930 г.

### Образование
В 1932 году окончил рабфак в Омске.
В 1937 году окончил Высшую школу пропагандистов им. Я. М. Свердлова при ЦК ВКП(б) (г. Москва).
В 1957 году завершил обучение в Казахском сельскохозяйственном институте.

### Трудовая деятельность
В 1927—1929 годах прядильщик Старо-Тимошинской суконной фабрики близ г. Ульяновска, затем Алма-Атинской суконной фабрики.
В 1929—1932 годах слушатель Омского рабочего факультета.
В 1932 году инструктор Западно-Сибирского краевого земельного управления в г. Новосибирск.
В 1933—1935 годах заведующий сектором кочевых районов, затем инструктор сельскохозяйственного отдела Восточно-Казахстанского обкома ВКП(б) в г. Семипалатинск.
В 1935—1936 годах слушатель Высшей школы пропагандистов.
В 1937 году инструктор ЦК КП(б)К.
В 1938 г. первый секретарь райкома КП(б)К (станция Арысь), затем и. о. председателя Южно-Казахстанского облисполкома в г. Чимкент.
С августа 1938 по март 1940 года нарком земледелия, с марта 1940 по январь 1942 года нарком водного хозяйства, в январе-октябре 1942 года нарком зерновых и животноводческих совхозов Казахской ССР.
В 1943—1945 годах первый заместитель председателя Акмолинского облисполкома.
В 1945—1947 годах начальник строительства Кзыл-Ординской плотины.
В 1947—1953 годах государственный инспектор по определению урожайности, начальник областной конторы пастбищно- мелиоративного треста, заместитель начальника оперативного отдела областной конторы «Заготживсырье», заместитель управляющего областной конторой «Заготскот», управляющий областной конторой «Райкаучук» в г. Талды-Курган.
В 1953—1956 годах заместитель директора «Казгипроводэлектро».
В 1956—1957 годах заместитель министра сельского хозяйства Казахской ССР, одновременно в 1956—1961 годах директор Выставки достижений народного хозяйства Казахской ССР.
В 1961—1967 годах работал в системе Министерства сельского хозяйства, орошаемого земледелия и водного хозяйства Казахской ССР.
С 1967 года на пенсии.
Кандидат в члены бюро ЦК КП(б).
Скончался 2 апреля 1981 года, похоронен на Кенсайском кладбище.

### Награды
Награжден орденом Отечественной войны 1 степени (1945) и медалью «За победу над Германией в Великой Отечественной войне 1941—1945 гг.»

### Публикации
Автор книги «Мәди», посвященной творчеству акына Мади Бапиулы.